# シェナンドー郡 (バージニア州)
シェナンドー郡（英: Shenandoah County）は、アメリカ合衆国バージニア州の北部、シェナンドー・バレーに位置する郡である。2010年国勢調査での人口は41,993人であり、2000年の35,075人から19.7%増加した。郡庁所在地はウッドストック町（人口5,097人）であり、同郡で人口最大の都市はストラスバーグ町（人口6,398人）である。

## 歴史
シェナンドー郡は1772年に設立された。当初は植民地最後の総督第4代ダンモア伯ジョン・マーレイに因み、ダンモア郡と命名されていた。マーレイがアメリカ独立戦争でバージニアを追われた後、1778年に革命勢力によりシェナンドー郡と改名された。郡庁は設立以降ウッドストックに置かれている。南北戦争期間中の1864年5月15日には、郡内でニューマーケットの戦いが起こった。

## 地理
アメリカ合衆国国勢調査局に拠れば、郡域全面積は513平方マイル (1,327 km2)であり、このうち陸地512平方マイル (1,326 km2)、水域は0平方マイル (1 km2)で水域率は0.06%である。フォート・バレーとマサヌッテン山の西側斜面が郡内に入っている。

### 交通
- シェナンドー・バレー通勤バス・サービスが[5]、シェナンドー郡とウォーレン郡を含むシェナンドー・バレー北部から、アーリントン郡とフェアファックス郡を含む北バージニアとワシントンD.C. まで、平日に通勤バスを運行している。シェナンドー郡の発着点は、ウッドストックなどである。ウォーレン郡の発着点はフロントロイヤル、リンデンなどである。

#### 主要高規格道路
- 州間高速道路81号線
- アメリカ国道11号線
- アメリカ国道48号線
- アメリカ国道211号線
- バージニア州道42号線
- バージニア州道55号線
- バージニア州道211号線
- バージニア州道263号線

### 隣接する郡
- ハーディ郡 (ウェストバージニア州) - 北西
- フレデリック郡 - 北東
- ウォーレン郡 - 東
- ペイジ郡 - 南東
- ロッキンガム郡 - 南西

### 国立保護地域
- シーダークリークとベルグローブ国立歴史公園（部分）
- ジョージ・ワシントン国立の森（部分）

## 人口動態
以下は2000年国勢調査による人口統計データである。
| 基礎データ - 人口: 35,075人 - 世帯数: 14,296 世帯 - 家族数: 10,064 家族 - 人口密度: 26人/km2（68人/mi2） - 住居数: 16,709軒 - 住居密度: 13軒/km2（33軒/mi2） 人種別人口構成 - 白人: 95.60% - アフリカン・アメリカン: 1.17% - ネイティブ・アメリカン: 0.18% - アジア人: 0.35% - 太平洋諸島系: 0.02% - その他の人種: 1.79% - 混血: 0.89% - ヒスパニック・ラテン系: 3.40% 年齢別人口構成 - 18歳未満: 22.3% - 18-24歳: 6.6% - 25-44歳: 27.6% - 45-64歳: 26.2% - 65歳以上: 17.3% - 年齢の中央値: 41歳 - 性比（女性100人あたり男性の人口） - 総人口: 94.9 - 18歳以上: 92.8 | 世帯と家族（対世帯数） - 18歳未満の子供がいる: 28.1% - 結婚・同居している夫婦: 57.0% - 未婚・離婚・死別女性が世帯主: 9.3% - 非家族世帯: 29.6% - 単身世帯: 25.1% - 65歳以上の老人1人暮らし: 11.3% - 平均構成人数 - 世帯: 2.42人 - 家族: 2.86人 収入と家計 - 収入の中央値 - 世帯: 39,173米ドル - 家族: 45,080米ドル - 性別 - 男性: 29,952米ドル - 女性: 22,312米ドル - 人口1人あたり収入: 19,755米ドル - 貧困線以下 - 対人口: 8.2% - 対家族数: 5.8% - 18歳未満: 12.1% - 65歳以上: 8.8% |

## 町
町名の後の数字は2010年国勢調査による人口である。
| - ストラスバーグ、6,398人 - ウッドストック、5,097人 - 郡庁所在地 - ニューマーケット、2,146人 | - マウントジャクソン、1,994人 - エディンバラ、1,041人 - トムズブルック、258人 |

### 未編入の町
| - アロンザビル - ベイシー・ブライスマウンテン - ボウマンズクロッシング - カルバリー - カーメル | - クレアリー - コロンビアファーネス - コーニックビル - デトリック - フィッシャーズヒル | - フォレストビル - ハンバーグ - ホーキンスタウン - レバノンチャーチ - モーラータウン | - マウントクリフトン - マウントオリーブ - オランダ - オークニースプリングス - クィックスバーグ | - セントルーク - ソームズビル - ウィートフィールド |

## 教育

### 公立学校

#### 高校
- ストーンウォール・ジャクソン高校
- ストラスバーグ高校
- セントラル高校

#### 小中学校
- W・W・ロビンソン小学校
- ピーター・ミューレンバーグ中学校
- アシュビー・リー小学校
- ノースフォーク中学校
- サンディフック小学校
- シグナルノブ中学校

### 私立学校

#### 中等教育校
- シェナンドー・バレー・アカデミー
- マサヌッテン・ミリタリー・アカデミー

#### 初等教育校
- シェナンドー・バレー・アドベンチスト小学校
- コミュニティ・クリスチャン・スクール・オブ・シェナンドー・バレー・
- コミュニティ・クリスチャン・スクール
- バレー・バプテスト・クリスチャン・スクール

#### その他
- トリップレット・テック
- マサヌッテン地域ガバナーズ・スクール